# Grande incisure ischiatique
La grande incisure ischiatique (ou grande échancrure sciatique) est une échancrure large et profonde du bord postérieur de l'os coxal.

## Description
La grande incisure sciatique est située entre l'épine iliaque postérieure et inférieure et l'épine ischiatique.
Le ligament sacro-épineux et le ligament sacro-tubéral le transforme en orifice ostéo-fibreux : le grand foramen ischiatique..
Ce canal permet le passage :
- du muscle piriforme,
- de l'artère glutéale supérieure,
- de la veine glutéale supérieure,
- du nerf glutéal supérieur,
- de l'artère glutéale inférieure,
- de la veine glutéale inférieure,
- du nerf glutéal inférieur,
- du nerf ischiatique,
- du nerf cutané fémoral postérieur,
- de l'artère pudendale interne,
- des veines pudendales internes,
- du nerf du muscle obturateur interne,
- du nerf du muscle carré fémoral.

### Variations
La grande échancrure sciatique est plus large chez les femmes (environ 74,4 degrés en moyenne) que chez les hommes (environ 50,4 degrés).